# Club Patí Vila-sana
El Club Patí Vila-sana és un club esportiu de Vila-sana, al Pla d'Urgell, fundat el 2003, dedicat a la pràctica de l'hoquei sobre patins. Creat en el si de l'Associació de Famílies d'Alumnes de l'escola del poble, amb poc més de 700 habitants, com a proposta d'activitat extraescolar, és l'equip del municipi més petit que juga a l'OK Lliga femenina. Va pujar a la màxima categoria el 2017 i el 2018 va jugar per primera vegada la Copa de la Reina, arribant fins a les semifinals que es van disputar al pavelló de les Casernes de Vilanova i la Geltrú. En l'actualitat compta amb quinze equips i més d'un centenar de jugadores i jugadors.
Des del 2005, compta amb el Centre de tecnificació per a jugadors i jugadores de la Territorial lleidatana mercès al conveni signat amb la Federació Catalana de Patinatge, acord que permet entrenar a Vila-sana les millors promeses, tant masculines com femenines de les categories alevina i infantil. A més, el CP Vila-sana té Cal Pau, la seva Masia particular, dues cases unides amb capacitat per a tretze joves en què hi conviuen diverses jugadores internacionals amb l'objectiu de formar-se i acabar triomfant al primer equip.
La temporada 2024-2025, l'equip va fer història en guanyar el triplet: la Supercopa d'Espanya, la Copa Intercontinental i la Copa de la Reina.

## Història
El 2014, l'equip femení sub-16 va pujar per primera vegada al podi del Campionat d'Espanya de Fem 16, en tercer lloc, després de guanyar per 4-0 al Club Patín Alcorcón. El mateix any va debutar a la Nacional Catalana amb victòria a domicili, 3-5, davant l'Sferic de Terrassa.
Per a la temporada 2021-2022, el CP Vila-sana va iniciar un procés de renovació de la seva plantilla, inclòs el fitxatge de l'argentina Luciana Agudo, doble campiona del món i que formà part del conjunt groc vestint la samarreta amb el número 7, amb el propòsit d'acabar la lliga entre els quatre primers fet que dona accés a les competicions europees.
El 28 d'abril del 2024, les jugadores del Club Patí Vila-sana foren subcampiones d'Europa en la XVIII edició de la Lliga de Campions de la WSE femenina després de perdre a la tanda de penals contra el Club Patí Fraga al Pazo dos Deportes de Riazor, i va revalidar un subcampionat que ja havien assolit l'any anterior contra el Telecable Hockey Club.
La temporada 2024-2025, el Club Patí Vila-sana va aixecar el 20 d'octubre de 2024 el primer trofeu de la seva història amb la victòria obtinguda a la Final Four de la Supercopa d'Espanya i, el 5 de maig de 2025, amb les germanes Maria i Victòria Porta, la portera Anna Salvat i quatre argentines dins de l'equip, Luchi Agudo, Dai Silva, Flor Felamini i Gimena Gómez, va guanyar la seva primera Copa Intercontinental en vèncer 3-5 al Club Patí Fraga a la final disputada a l'estadi Aldo Cantoni de la ciutat argentina de San Juan. El mateix cap de setmana, també els equips de Fem 11 i Fem 15 van aconseguir el títol de campiones de Catalunya de les seues categories. Abans de convertir-se en un referent mundial de l'hoquei sobre patins, l'equip absolut del CP Vila-sana havia perdut una final de la Supercopa i dos de la Lliga de Campions de la WSE, caient en dues d'aquestes finals per penals.

## Palmarès
- 1 Supercopa d'Espanya: 2025
- 1 Copa Intercontinental d'hoquei sobre patins femenina: 2025[15]
- 1 Copa de la Reina: 2025[6]